# Zespórka

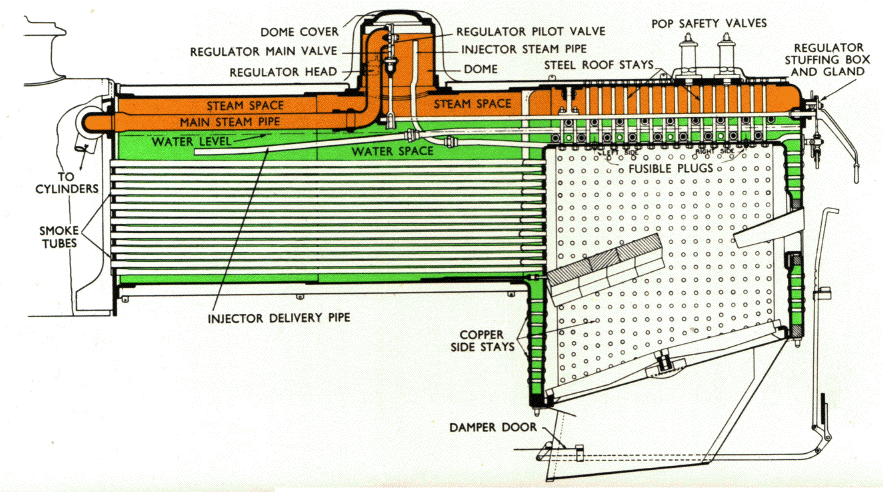
Na tym schemacie kotła parowego zespórki to steel roof stays

Zespórka – pręt lub rurka przymocowane między dwiema równoległymi blachami prostopadle do nich, w celu wzmocnienia i usztywnienia konstrukcji.
Typowe zastosowanie zespórki to połączenie płaszcza kotła i komory paleniskowej w parowozach.